# 乌德沃尔迪·卢卡
乌德沃尔迪·卢卡（Luca Udvardy，2005年11月4日—），匈牙利女子网球运动员。卢卡在ITF青少年巡回赛拥有2个单打和10个双打冠军。
卢卡首次亮相WTA巡回赛正赛是在2021年布达佩斯大奖赛上，她收获了一张双打外卡。她还在2022年温布尔登网球锦标赛上获得青少年女子单打亚军。
卢卡的姐姐乌德沃尔迪·蓬瑙也是一名职业网球选手。

## 青少年大满贯决赛

### 单打: 1 (1 亚军)
| 结果 | 日期 | 巡回赛             | 场地 | 对手        | 比分     |
| ---- | ---- | ------------------ | ---- | ----------- | -------- |
| 负   | 2022 | 温布尔登网球锦标赛 | 草地 | 利瓦·霍夫德 | 3–6, 4–6 |